# Tupilaks
Tupilaks est le quarantième tome de la série de bande dessinée Thorgal, écrit par Yann et dessiné par Fred Vignaux. Il paraît le 10 novembre 2022 aux éditions du Lombard.